# Ptochophyle porphyrochlamys
Ptochophyle porphyrochlamys är en fjärilsart som beskrevs av Louis Beethoven Prout 1931. Ptochophyle porphyrochlamys ingår i släktet Ptochophyle och familjen mätare. Inga underarter finns listade.